# Luiz Gushiken
Luiz Gushiken (5 de agosto de 1950 - 13 de septiembre de 2013) fue un líder sindical y político brasileño. Anteriormente fue el jefe de la oficina de comunicación social de la administración de Luiz Inácio Lula da Silva, con rango de ministro. Es de una primera generación japonesa-brasileña, con padres de la etnia Ryukyu de Okinawa. 
En su juventud fue un defensor de O Trabalho, un partido vinculado a la francesa Organización Comunista Internacionalista (OCI). Rompió con esta corriente internacional a trabajar en estrecha colaboración con Lula en el PT. Trabajó en el Banco Banespa y se asoció con los sindicatos. Fue elegido diputado federal en el Congreso tres veces, de 1987 a 1998, y fue el coordinador de las campañas presidenciales de Lula en 1989 y 1998.
Gushiken murió el 13 de septiembre de 2013, a la edad de 63, mientras que ingresaba en el Hospital Sirio-Libanés en condición crítica, debido a un cáncer gástrico que padecía desde 2002.
Antiguo budista, se adhirió al budismo zen, y mantuvo estrecho contacto con el bahaismo. Antes de su muerte se declaró formalmente bahaí, siendo enterrado en el cementerio de Sao Paulo el 14 de setiembre de 2013 con un funeral de esta fe.